# Kultstätte von Drense
Als Kultstätte von Drense wird in der ur- und frühgeschichtlichen Archäologie Brandenburgs eine kupfersteinzeitliche Kultstätte auf einer etwa 100 m langgestreckten und 82,6 m ü. NN hohen Kuppe bei Drense in der nördlichen Uckermark in Brandenburg bezeichnet.
Die Kultstätte wurde oberhalb einer kupfersteinzeitlichen Siedlung am Rand ihres Ausgrabungsbereiches entdeckt. Die Archäologen fanden die breite Spur eines Wasserlaufs unmittelbar unter dem Oberboden, die von der Quellanlage bis an den Rand der Ausgrabungsfläche zur Siedlung heranreichte.

## Geographie
Nach der Einteilung des Landesamtes für Umwelt (Brandenburg) ist die 82,6 m ü. NN hohe Kuppe Teil des Naturraums Uckermark des Uckermärkischen Hügellandes.